# Primera Divisió 2010-2011
La Primera Divisió 2010-2011 fu la 16ª edizione della massima serie del campionato andorrano di calcio disputato tra il 19 settembre 2010 e il 20 marzo 2011 e concluso con la vittoria del FC Santa Coloma, al suo sesto titolo.
Capocannoniere del torneo fu Víctor Bernat (UE Santa Coloma) con 16 reti.

## Formula
Al campionato, che si divide in una fase di regular season ed in una fase di playoff, prendono parte otto club. Durante la regular season le squadre si affrontano in gare di andata e ritorno per un totale di 14 partite. Al termine di questa fase le prime quattro classificate disputano fra loro un girone di playoff con gare di andata e ritorno: la vincente di questo girone si aggiudica il titolo di Campione d'Andorra. Le ultime quattro classificate del campionato si affrontano invece fra loro in un girone di playout per stabilire le due retrocessioni: l'ultima classificata retrocede direttamente in Segona Divisió mentre la penultima sfida la terza classificata del campionato di Segona Divisió per ottenere l'ultimo posto disponibile nella massima serie.
Le squadre qualificate alle coppe europee furono quattro: la vincente partecipò alla UEFA Champions League 2011-2012, la vincitrice della Copa Constitució fu qualificata al secondo turno della UEFA Europa League 2011-2012 e ulteriori due squadre furono ammesse al primo turno della UEFA Europa League 2011-2012.

## Squadre partecipanti
| Squadra          | Città            | Stadio                            |
| ---------------- | ---------------- | --------------------------------- |
| Casa del Benfica | Aixovall         | Estadi Comunal d'Aixovall         |
| Encamp           | Encamp           | Estadi Comunal d'Aixovall         |
| FC Santa Coloma  | Santa Coloma     | Estadi Comunal d'Aixovall         |
| Inter Escaldes   | Escaldes         | Estadi Comunal d'Aixovall         |
| Lusitans         | Andorra la Vella | Estadi Comunal d'Andorra la Vella |
| Principat        | Andorra la Vella | Estadi Comunal d'Andorra la Vella |
| Sant Julià       | Aixovall         | Estadi Comunal d'Aixovall         |
| UE Santa Coloma  | Santa Coloma     | Estadi Comunal d'Aixovall         |

## Stagione regolare
|  | Pos. | Squadra          | Pt | G  | V  | N | P  | GF | GS | DR  |
|  | ---- | ---------------- | -- | -- | -- | - | -- | -- | -- | --- |
|  | 1.   | Sant Julià       | 34 | 14 | 10 | 4 | 0  | 39 | 4  | +35 |
|  | 2.   | FC Santa Coloma  | 33 | 14 | 10 | 3 | 1  | 63 | 7  | +56 |
|  | 3.   | Lusitans         | 32 | 14 | 10 | 2 | 2  | 34 | 12 | +12 |
|  | 4.   | UE Santa Coloma  | 27 | 14 | 9  | 0 | 5  | 51 | 16 | +35 |
|  | 5.   | Inter Escaldes   | 13 | 14 | 4  | 1 | 9  | 17 | 46 | -3  |
|  | 6.   | Principat        | 12 | 14 | 3  | 3 | 8  | 19 | 32 | -13 |
|  | 7.   | Casa del Benfica | 5  | 14 | 1  | 2 | 11 | 10 | 67 | -57 |
|  | 8.   | Encamp           | 4  | 14 | 1  | 1 | 12 | 14 | 63 | -49 |

Legenda:

      Ammessa ai play-off
      Ammessa ai play-out
Note:

Tre punti a vittoria, uno a pareggio, zero a sconfitta.

## Seconda fase
Le squadre mantengono i punti conquistati nella prima fase.

### Playoff
|                    | Pos. | Squadra         | Pt | G  | V  | N | P  | GF | GS | DR  |
| ------------------ | ---- | --------------- | -- | -- | -- | - | -- | -- | -- | --- |
| Andorra (bandiera) | 1.   | FC Santa Coloma | 47 | 20 | 14 | 5 | 1  | 71 | 11 | +60 |
|                    | 2.   | Sant Julià      | 43 | 20 | 12 | 7 | 1  | 47 | 9  | +38 |
|                    | 3.   | Lusitans        | 38 | 20 | 11 | 5 | 4  | 43 | 20 | +13 |
|                    | 4.   | UE Santa Coloma | 30 | 20 | 10 | 0 | 10 | 54 | 27 | +27 |

## Playout
|  | Pos. | Squadra          | Pt | G  | V | N | P  | GF | GS | DR  |
|  | ---- | ---------------- | -- | -- | - | - | -- | -- | -- | --- |
|  | 5.   | Principat        | 28 | 20 | 8 | 4 | 8  | 49 | 34 | +15 |
|  | 6.   | Inter Escaldes   | 21 | 20 | 6 | 3 | 11 | 28 | 54 | -26 |
|  | 7.   | Encamp           | 13 | 20 | 4 | 1 | 15 | 24 | 79 | -55 |
|  | 8.   | Casa del Benfica | 6  | 20 | 1 | 3 | 16 | 15 | 97 | -82 |

Legenda:

      Campione di Andorra e qualificato alla UEFA Champions League
      Qualificato alla Coppa UEFA
      Ammessa allo spareggio
      Retrocessa in Segona Divisió
Note:

Tre punti a vittoria, uno a pareggio, zero a sconfitta.

## Spareggio
Il FC Encamp, arrivato settimo, incontrò l'UE Engordany, seconda classificata della Segona Divisió, in un doppio spareggio per determinare l'ultima classificata al campionato di massima divisione della stagione successiva.
| Andorra La Vella 17 aprile 2011 | FC Encamp | 1 – 3 | UE Engordany | Estadi Comunal d'Aixovall |

| Andorra La Vella 1º maggio 2011 | UE Engordany | 2 – 0 | FC Encamp | Estadi Comunal d'Aixovall |

## Verdetti
- Campione di Andorra: FC Santa Coloma
- Qualificato alla UEFA Champions League: FC Santa Coloma
- Qualificato alla UEFA Europa League: UE Sant Julià, FC Lusitanos, UE Santa Coloma
- Retrocesse in Segona Divisió: Casa Estrella del Benfica, FC Encamp